# 3 op Reis Midweek
3 op Reis Midweek is een Nederlandstalig reisprogramma van BNNVARA dat in 2017 en 2018 doordeweeks werd uitgezonden als spin-off van het programma 3 op Reis. Verschillende reisthema's zoals "Treinreizen" en "Natuurwonderen" werden in vier- of vijfdelige reeksen uitgezonden. Aan elke reeks was een bepaalde presentator verbonden. Nieuwe reisreportages werden afgewisseld met eerder uitgezonden fragmenten van 3 op Reis. 

## Reizen

### Seizoen 1 (2017)
| Datum                     | Thema               | Presentator     | Bestemming    | Land                |
| ------------------------- | ------------------- | --------------- | ------------- | ------------------- |
| 3 — 7 juli 2017           | California Dreaming | Maurice Lede    | Californië    | Verenigde Staten    |
| 10 — 14 juli 2017         | Back to Nature      | Emma Wortelboer | Schotland     | Verenigd Koninkrijk |
| 17 — 21 juli 2017         | Festivals           | Lex Uiting      | São Paulo     | Brazilië            |
| 24 — 28 juli 2017         | Love in the city    | Valerio Zeno    | Londen        | Verenigd Koninkrijk |
| 31 juli — 2 augustus 2017 | Best beaches        | Eva Koreman     | Tarifa Tanger | Spanje Marokko      |

### Seizoen 2 (2017)
| Datum                                           | Thema           | Presentator           | Bestemming           | Land                |
| ----------------------------------------------- | --------------- | --------------------- | -------------------- | ------------------- |
| 16 — 19 oktober 2017 + 11 december 2017         | Noord-Europa    | Gwen van Poorten      | o.a. Oslo            | Noorwegen           |
| 23 — 26 oktober 2017                            | Eten en drinken | Filemon Wesselink     | Arkansas Mississippi | Verenigde Staten    |
| 30 oktober — 2 november 2017 + 12 december 2017 | Adrenaline      | Nienke de la Rive Box |                      | Zwitserland         |
| 6 — 9 november 2017 + 13 december 2017          | Méditerranée    | Sahil Amar Aïssa      | Middellandse Zee     | Italië Malta Spanje |
| 13 — 16 november 2017 + 14 december 2017        | Underdogs       | Lex Uiting            | Bordeaux en omgeving | Frankrijk           |
| 20 — 24 november 2017                           | Roadtrip        | Maurice Lede          | o.a. Fez en Rabat    | Marokko             |
| 27 november — 1 december 2017                   | Urban Jungle    | Emma Wortelboer       | Berlijn              | Duitsland           |
| 4 — 8 december 2017                             | Eilanden        | Kaj van der Ree       |                      | IJsland             |

### Seizoen 3 (2018)
| Datum                        | Thema          | Presentator           | Bestemming                           | Land                |
| ---------------------------- | -------------- | --------------------- | ------------------------------------ | ------------------- |
| 8 — 12 januari 2018          | Water          | Gwen van Poorten      | o.a. Brač, Vis, Korčula              | Kroatië             |
| 15 — 19 januari 2018         | Zuidoost-Azië  | Emma Wortelboer       | o.a. Bangkok, Chiang Mai             | Thailand            |
| 22 — 26 januari 2018         | Winter Escapes | Sahil Amar Aïssa      | Algarve                              | Portugal            |
| 29 januari — 2 februari 2018 | City Stories   | Menno Bentveld        | Kaapstad                             | Zuid-Afrika         |
| 5 — 9 februari 2018          | Treinreizen    | Jurre Geluk           | Kandy, Nanu Oya, Nuwara Elijah, Ella | Sri Lanka           |
| 12 — 16 februari 2018        | Natuurwonderen | Nienke de la Rive Box | Yucatán                              | Mexico              |
| 19 — 23 februari 2018        | Ruig           | Gwen van Poorten      | Noord-Ierland                        | Verenigd Koninkrijk |
| 26 februari — 1 maart 2018   | Bucketlist     | Ryanne van Dorst      |                                      | Nicaragua           |
| 5 — 12 maart 2018            | Unexpected     | Waldemar Torenstra    |                                      | Ethiopië            |